# 정치조직
정치조직(政治組織), 정치단체는 정치 과정 자체를 수반하는 모든 조직을 일컬으며 여기에는 정당, 비정부 기구, 압력 단체, 특별 이익 집단이 포함된다. 정치조직은 구성원의 이익을 위하여 분명히 정의된 정치적 목표를 수행할 목적으로 로비 활동, 주민 조직화, 캠페인 광고 등의 정치 활동에 참여하는 단체를 말한다.
정당들이 이러한 활동 중 일부 또는 전체에 참여할 수 있는 정치 조직의 일종이긴 하지만, 관청의 후보를 지지하고 선거에 승리하고 정부를 통제하는 일에 보통 초점을 둔다는 점에서 구별된다.

## 정당
가장 잘 알려진 유형의 정치 조직은 정당이다.정당은 당 체계를 지닌 국가의 정치 프로세스에 직접 수반되며 여러 종류가 있다.

### 민주제
- 방글라데시
- 캐나다
- 프랑스
- 독일
- 인도
- 이탈리아
- 파키스탄
- 남아프리카 공화국
- 중화민국

### 일당제
- 중국
- 쿠바
- 라오스
- 북한
- 베트남

### 이당제
- 오스트레일리아
- 몰타
- 네팔
- 영국
- 미국

## 같이 보기
- 국제기구